# Longing (film, 2024)
Pour les articles homonymes, voir Longing.
Pour plus de détails, voir Fiche technique et Distribution.
Longing est un film américano-canado-israélien réalisé par Savi Gabizon et sorti en 2024. Il s'agit d'un remake du film du même nom, du même réalisateur, sorti en 2017.

## Synopsis
Daniel Bloch, un riche homme d'affaires célibataire, est recontacté par Rachel, vingt ans après la rupture. Elle lui apprend qu'ils ont eu un fils, récemment décédé à l'âge de 19 ans dans un accident de la route. Daniel se rend ensuite dans l'Ontario pour lui rendre un dernier hommage au défunt. Auprès de plusieurs personnes, Daniel va tenter d'en savoir plus sur cet enfant qu'il n'a pas connu. Ses proches font le portrait d'un jeune homme brillant, mais qui était profondément troublé.

## Fiche technique
Sauf indication contraire, les informations mentionnées dans cette section peuvent être confirmées par la base de données cinématographiques IMDb,  présente dans la section « Liens externes ».
- Titre original : Longing
- Réalisation : Savi Gabizon
- Scénario : Savi Gabizon, d'après son propre scénario original
- Musique : Owen Pallett
- Direction artistique : Corinna Schmitt-Porsia
- Costumes : Ruth Secord
- Photographie : Paul Sarossy
- Montage : Tali Helter-Shenkar
- Production : Daniel Bekerman, Alexander Vinnitski et Neil Mathieson
- Sociétés de production : Mongrel Media, Anamorphic Media, Scythia Films, Current Flow Entertainment, The Solution Entertainment Group, Telefilm Canada, avec la participation du Israel Film Fund
- Sociétés de distribution : Lionsgate (États-Unis), Mongrel Media (Canada)
- Budget : N/A
- Pays de production :  Canada,  États-Unis,  Israël
- Langue originale : anglais
- Format : couleur - 2.39:1
- Genre : drame
- Durée : 111 minutes
- Dates de sortie[1] :
  - États-Unis, Canada : 7 juin 2024 (sortie limitée)
  - Israël : 31 mars 2025 Date sujette à modification
- Classification[2] :
  - États-Unis : R

## Distribution
- Richard Gere : Daniel
- Diane Kruger : Alice
- Suzanne Clément : Rachel
- Marnie McPhail : Sonia
- Kevin Hanchard : Robert
- Tomaso Sanelli : Allen
- Shauna MacDonald : Emma
- Stuart Hughes : le principal
- Jessica Clement

## Production
Le tournage débute le 24 septembre 2022,. Il se déroule dans l'Ontario : à Toronto, Hamilton, Cambridge et Kitchener,,.

## Sortie et accueil

### Dates de sortie
Longing sort au Canada le 7 juin 2024, distribué par Mongrel Media (en). Le même jour, il connait une sortie limitée dans certains cinémas américains, distribué par Lionsgate.

### Critique
Sur le site d'agrégation de critiques Rotten Tomatoes, le film obtient 30% d'avis favorables, pour 27 critiques et une note moyenne de 5⁄10. Le consensus suivant résumé les avis collectés : « Malgré le caractère fascinant de Richard Gere en homme en deuil, ce mélodrame pourrait laisser les spectateurs aspirer à quelque chose de plus gratifiant, comme la version israélienne originale du cinéaste. » Sur le site Metacritic, qui utilise une moyenne pondérée, le film obtient la note de 62⁄100 pour 6 critiques.

## Distinctions
Il est présenté au festival international du film de Haïfa 2024 dans la catégorie meilleur film international.